# × Graptosedum
× Graptosedum — гибридные суккулентные растения, полученные путем скрещивания растений из родов Пятнистолепестник (Graptopetalum) и Очиток (Sedum), принадлежащих семейству Толстянковые (Crassulaceae).

## Таксономия
× Graptosedum G.D.Rowley, первое упоминание в Name that Succulent: 153 (1980).

### Синонимы
Гетеротипные (основанные на разных номенклатурных типах):
- × Tacisedum Bischofb. (2009)

### Гибриды
- х Graptosedum 'Francesco Baldi' — гибрид двух различных мексиканских видов семейства Толстянковые: Graptopetalum paraguayense и Sedum pachyphyllum. Этот суккулент унаследовал розовую окраску от первого вида и форму листьев от второго. Характеризуется обильным цветением, где желтые цветки многочисленны, а их расцветание происходит быстрее, чем у многих других видов. Розетки растут на кончиках постоянно удлиняющихся свисающих стеблей, формируя невысокую раскидистую колонию высотой всего около 15 см. Диаметр стеблей составляет 5-8 мм. Диаметр розеток достигает 10-12 см, с чешуйчатыми листьями, создающими симметричную спираль Фибоначчи. Старые листья в основе розетки засыхают и опадают, а новый рост появляется из центра розетки, формируя оголенный стебель с розеткой на конце. Листья сочные, ланцетные, длиной до 6-7 см, с сизым оттенком в полутени и розовато-серым при ярком солнечном свете. Зимой листья приобретают коричнево-фиолетовый оттенок при низких температурах. Цветы звездчатые, с 5 желтыми лепестками диаметром около 2 см. Цветки располагаются на стеблях до 15 см в длину с 2-6 ветвями, каждая из которых может нести от 3 до 14 цветков. Лепестки иногда имеют красные крапинки. Растение обильно цветет в конце зимы и начале весны[2].
- х Graptosedum 'Bronze' — гибрид двух различных видов семейства Толстянковые: Graptopetalum paraguayense и Sedum stahlii. Это небольшое суккулентное растение, который может достигать до 15 см в высоту. У него деревянистый, прямой стебель, тонкий, с листьями, расположенными на нем по спирали. Форма листьев от обратнояйцевидной до ланцетной, с плоской верхней поверхностью, закругленными краями и заостренной вершиной, которые формируют розетку. Листва имеет красновато-бронзовый оттенок, от которого и происходит название растения. Цветение происходит весной на длинных стеблях. Цветы колокольчатые, с четырьмя лепестками, желтые внутри и розовые снаружи[3].